# إدوارد جاكسون لويل
إدوارد جاكسون لويل (بالإنجليزية: Edward Jackson Lowell) هو محامي ومؤرخ أمريكي، ولد في 18 أكتوبر 1845، وتوفي في 11 مايو 1894.